# Lotte Profohs

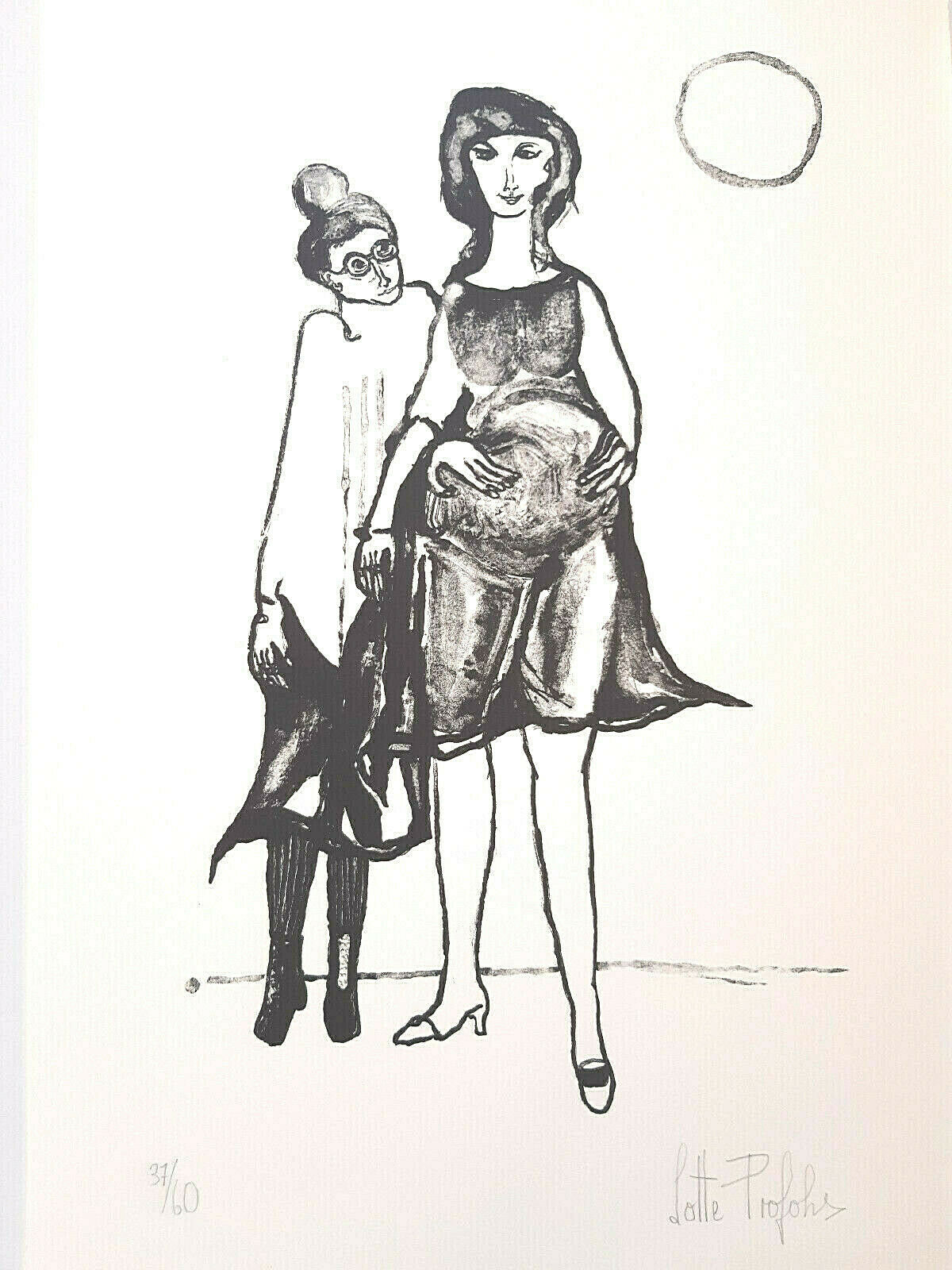
Femmes enceintes

Lotte Profohs ou Lotte Profohs-Leherb, née le 16 novembre 1934 à Vienne et morte dans la même ville le 6 novembre 2012, est une graphiste et peintre autrichienne proche de l'expressionnisme.

## Biographie
Lotte Profohs est née le 16 novembre 1934 à Vienne sous le nom de Liselotte Cäcilie Profohs. Elle est la plus jeune enfant d'Hermine Stephanie Heller (1897-1975) et de Leopold Ferdinand Profohs (1895-1985).
Elle étudie à l'Académie des Arts Appliqués de Vienne à partir de 1949 à l'âge de 15 ans. En 1955, elle poursuit ses études à l'Académie des Beaux-Arts de Mayence. En décembre 1955, elle se marie avec Helmut Leherb (de), rencontré sur les bancs de l'académie de Vienne. Elle se met au service de l'œuvre de son mari.

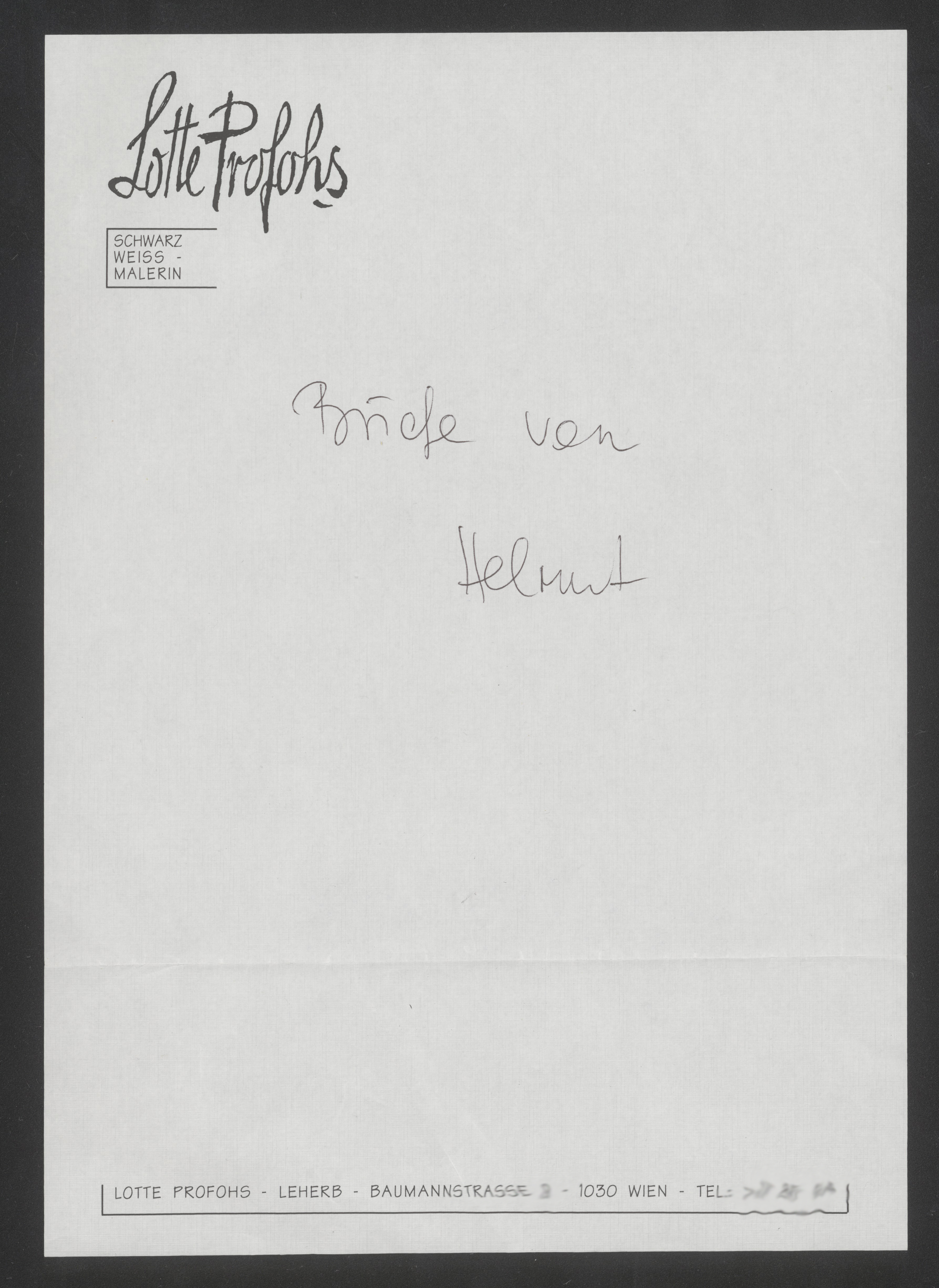
Papier à en-tête Lotte Profohs

En 1964, elle s'installe avec lui à Paris. Elle y rencontre Simone de Beauvoir et crée le cycle Femmes de la nuit. De 1980 à 1992, le couple vit à Faenza, en Italie.
Ses œuvres ont une dimension sociale et critique. Les femmes jouent un rôle central dans la plupart de son travail. Les peintures se caractérisent par son style en noir et blanc. Elle peint ses estampes à l'encre de Chine sur papier Ingres. Elle aborde tous les sujets : violence domestique, avortement, sexualité, homosexualité, prostitution, immigration et vieillissement. Elle se préoccupe aussi de sa place d'artiste femme dans un monde de l'art dominé par les hommes. Elle crée plus de 100 dessins et peintures à l'encre, sur le thème des Émigrants de l'époque.
En 1957, elle illustre le roman Pitié pour les Femmes d'Henry de Montherlant. Elle réalise environ 200 dessins sur ce thème en 1960 et 1961. L'ouvrage est publié en 1962 sous le titre Ayez pitié des femmes !  Il s'agit d'un réquisitoire social et féministe : ayez pitié des femmes qui accouchent, qui noient leurs chagrins dans le whisky, qui restent seules dans l'étreinte, ayez pitié des vieux, des rejetés de la société. Le livre est édité à 2500 exemplaires. 25 autres tirages sont exposés en 1962 dans l'exposition du même nom à la Kunsthalle de Düsseldestorf.
Au début des années 1950, elle est internationalement reconnue comme graphiste et peintre. En 1958, à 24 ans, le Louvre à Paris achète des dessins à l'encre. Cette série est consacrée aux discriminations des femmes.
Elle illustre deux nouvelles d'Edgar Allan Poe. Le livre Schrecken der Leidenschaft est publié en 1973 à Vienne.
À partir de 1992, le couple se retire en raison des problèmes de santé d'Helmut Leherb.
Ses mémoires sont publiés à titre posthume sous le titre Leherb. Daydreamer and Nightwalker et sont consacrées à la période avec Helmut Leherb.
Depuis 2020, son travail fait également partie de la collection l'Avant-garde féministe des années 1970 de la collection Sammlung Verbund,.
En 2022, la galerie 10 de Vienne lui consacre une rétrospective.

## Hommage
- En 2000 , Telekom Austria imprime une peinture de Lotte Profohs sur l'une de ses cartes téléphoniques prépayées[15].
- En 2018, le Lotte-Profohs-Weg porte son nom à Vienne-Donaustadt (22e arrondissement).

## Expositions
- Cycle Wiener Veduten commandé par les collections E. Carl Johnson, Boston, États-Unis, 1956
- Exposition dans la salle de Vienne Die kleine Traurigkeit, 1956
- Galerie Wolfrum au Palais Lobkowitz, 1956
- Exposition 1958, Galerie André Weit
- participation à la Triennale Graphique de Greuchen, Paris, 1958
- Exposition Galerie Willy Verkauf, 1959
- Zeitgenössische Graphik der Gegenwart, Vienne, 1959
- K. Collective Gallery Riehentor, Bâle, 1959
- Galerie Guiot, Paris,
- Exposition graphique internationale de Johannesburg
- Exposition la Kunsthalle de Düsseldorf, 1962
- galerie 10, Vienne, 2022